# Precis naib
Precis naib är en fjärilsart som beskrevs av Guérin 1849. Precis naib ingår i släktet Precis och familjen praktfjärilar. Inga underarter finns listade i Catalogue of Life.